# 榊原潤
榊原 潤（さかきばら じゅん、1940年4月7日 - ）は、日本の経営者。時事通信社社長を務めた。

## 来歴・人物
愛知県出身。1964年に早稲田大学第一法学部を卒業し、同年に時事通信社に入社。1996年6月に取締役に就任し、1998年に常務、2000年6月に専務を経て、2002年6月に社長に就任。2005年6月に顧問に就任。